# Avisen
Avisen. Internationell Tidning för resande utgiven i Stockholm från den 18 december 1889 till 28 december 1895. Tidningens fullständiga titel var Avisen / Internationell tidning för resande / senare Tidning för resande och affärsmän.
Utgivningsbevis för tidningen utfärdades för handelsbokhållaren Johan Albrecht Antonius Edvall den 26 november 1889  och sedan för agenten Carl Johan Moberg 20 augusti 1894  och slutligen för bokhållaren Oscar Andersson den 27 december 1894.
Tidningen trycktes i Aftonbladets tryckeri med antikva som typsnitt. Utgivningsdagar var onsdag och lördag. Ett nummer var på fyra sidor i folioformat med sex till sju spalter satsytan 58-59 x 40-44,7 cm. Den 16 november bytte tidningen till fem spalter på 46x32 cm. Pappret var rosenfärgat från den 20 november 1895. Avgiften var postbefordringsavgiften, 20 öre, för ett helt år.